# Ayuntamiento de Sagunto
El Ayuntamiento de Sagunto es la institución que se encarga de gobernar la ciudad de Sagunto, España. El edificio está situado en la Casa Consistorial de Sagunto. El actual alcalde es Darío Moreno Lerga, miembro del PSPV-PSOE.

## Órganos de gobierno

### Pleno del Ayuntamiento
En Sagunto se eligen cada cuatro años 25 concejales. Las últimas elecciones municipales españolas fueron el 28 de mayo de 2023.
|                                               |         |                              |        |        |            |            |  |
| Elecciones municipales del 28 de mayo de 2023 |         |                              |        |        |            |            |  |
| Partido                                       | Partido | Candidato                    | Votos  | Votos  | Concejales | Concejales |  |
| Partido Socialista del País Valenciano-PSOE   |         | Darío Moreno Lerga           | 13.799 | 43,49% | 12         | 5          |  |
| Partido Popular                               |         | María Isabel Sáez Martínez   | 6.028  | 19,00% | 5          | 2          |  |
| Iniciativa Porteña                            |         | Manuel González Sánchez      | 3.762  | 11,85% | 3          | 2          |  |
| Vox                                           |         | Alejandro Vila Polo          | 2.508  | 7,90%  | 2          | 1          |  |
| Compromís per Sagunt                          |         | Josep Maria Gil Alcamí       | 2.488  | 7,84%  | 2          | 3          |  |
| Esquerra Unida-Unides Podem                   |         | Roberto Rovira Puente        | 2.256  | 9,27%  | 1          | 1          |  |
| Ciudadanos - Partido de la Ciudadanía         |         | Salvador Montesinos Zamorano | 309    | 0,97%  | 0          | 2          |  |
| Contigo Somos Democracia                      |         | Carlos López Rodríguez       | 298    | 0,93%  | 0          |            |  |
| Fuente: Ministerio del Interior.              |         |                              |        |        |            |            |  |

### Alcaldía
Desde el año 1979, Sagunto ha tenido quince alcaldes. Ocho de ellos eran del PSPV-PSOE, mientras que el Partido Popular ha tenido cinco. Compromís y la Candidatura Independiente por Sagunto solo han tenido un alcalde cada uno.
| Periodo   | Nombre                                        | Partido        |
| --------- | --------------------------------------------- | -------------- |
| 1979-1983 | Manuel Carbó Juan                             | PSPV-PSOE      |
| 1983-1987 | José García Felipe Francisco Crispín Sanchís  | PSPV-PSOE      |
| 1987-1991 | José García Felipe                            | CIPS           |
| 1991-1995 | Manuel Girona i Rubio                         | PSPV-PSOE      |
| 1995-1999 | Manuel Girona i Rubio Silvestre Borràs Azcona | PSPV-PSOE PPCV |
| 1999-2003 | Silvestre Borràs Azcona                       | PPCV           |
| 2003-2007 | Glòria Calero Albal                           | PSPV-PSOE      |
| 2007-2011 | Alfredo Castelló Sáez                         | PPCV           |
| 2011-2015 | Alfredo Castelló SáezSergio Muniesa Franco    | PPCV           |
| 2015-2019 | Josep Francesc Fernández Carrasco             | Compromís      |
| 2019-2023 | Darío Moreno Lerga                            | PSPV-PSOE      |
| 2023-act. | Darío Moreno Lerga                            | PSPV-PSOE      |

### Junta de Gobierno Local
Tras el resultado de las elecciones del 26 de mayo de 2019, la Junta de Gobierno Local era la siguiente:
| Miembro                           | Partido   | Cargos                 | Observaciones |
| --------------------------------- | --------- | ---------------------- | --- |
| Darío Moreno Lerga                | PSPV-PSOE | Alcalde                | Área de Igualdad, Medio Ambiente y Gabinete de Comunicación |
| María José Carrera Garriga        | PSPV-PSOE | 1º teniente de alcalde | Concejala de Personal, Promoción Económica y Hermanamiento. Concejala delegada del Área de Modernización de la Administración. |
| Guillermo Sampedro Ruiz           | EUPV      | 2º teniente de alcalde | Concejal de Actividades, Juventud e Infancia, Memoria Histórica y Democrática, Patrimonio Cultural e Industrial. Concejal delegado del Área de Cultura, Educación y Ocio. Delegación especial teniente de Alcaldía de Baladre.                |
| Josep Francesc Fernández Carrasco | Compromís | 3º teniente de alcalde | Concejal de Urbanismo y Vivienda. |
| Javier Raro Gualda                | PSPV-PSOE | 4º teniente de alcalde | Concejal de Contratación, Movilidad Urbana y Hacienda (Intervención, Tesorería, Gestión Tributaria y Recaudación). Concejal delegado del Área de Territorio y Sostenibilidad. Delegación especial teniente de Alcaldía del Puerto de Sagunto. |
| Maria Asunción Moll Castelló      | Compromís | 5º teniente de alcalde | Concejala de Cultura, Fiestas y Cultura Popular. Concejala delegada del Área de Promoción de la Ciudad. |
| Francisco Alejandro Sotoca Ruiz   | PSPV-PSOE | 6º teniente de alcalde | Concejal de Servicios Sociales y Mayores. Concejal delegado del Área de Bienestar. |
| Josep Maria Gil Alcamí            | Compromís | 7º teniente de alcalde | Concejal de Nuevas Tecnologías, Mantenimiento y Aguas. Concejal delegado del Área de Economía y Organización Municipal. Delegación especial Tenencia Alcaldía de Almardà.                                                                     |
| Ana María Quesada Arias           | PSPV-PSOE | 8º teniente de alcalde | Concejala de Comercio y Mercados, Patrimonio, Participación Ciudadana y Consell Local Agrari. |
| Fuente: Ayuntamiento de Sagunto.  |           |                        | |

## Organismos dependientes
- Consejo Agrario Local de Sagunto (en valenciano, Consell Agrari). Gestiona los servicios agrícolas municipales. Sus funciones consisten en el desarrollo y ejecución de obras y servicios agrícolas, la promoción y desarrollo de la agricultura, etc.[5]
- Sociedad Anónima de Gestión (Societat Anònima de Gestió). Es una empresa privada de capital público municipal cuyas funciones son mantener el cuidado y la limpieza de la ciudad.[6][7][8]
- Aguas de Sagunto (Aigües de Sagunt). Es una empresa mixta que ofrece servicios como la gestión del suministro y abastecimiento de agua potable a Sagunto.[9][10][11]
- Fundación de Patrimonio Industrial y Memoria Obrera. Es una fundación de carácter cultural y sin ánimo de lucro, cuyos objetivos son fomentar y conservar el patrimonio industrial de la Comunidad Valenciana.[12][13][14]